# Ернест Бучински
Ернест Бучински, рођен у Бањалуци. Писац, музичар и новинар из Босне и Херцеговине. 

## Биографија
Ернест Бучински је завршио основну и средњу школу у Бањој Луци, те уписао Студијски програм филозофије на Филозофском факултету у Бањој Луци. Стекао је звање дипломираног професора филозофије и социологије. 
Сарадник је магазина БУКА. Објавио је три књиге "Жута минута" (2011), "Саркофаг од папира" (2021) и ”Кондоров слет” (2024).
Књига "Жута минута" је збирка афоризама и сатиричне поезије, "Саркофаг од папира" је збирка лирских пјесама, а ”Кондоров слет” збирка сатиричних пјесама . Осим књижевног стваралаштва, Ернест Бучински је познат као кантаутор рок бенда Катарза. На Бањалучкој гитаријади (2020) бенд Катарза освојио је прво мјесто.

## Дјела
- "Жута минута" (2011), афоризми и сатиричне пјесме
- "Саркофаг од папира" (2021), поезија
- ”Кондоров слет” (2024), сатиричне пјесме